# Kaspar Fürstenau
Kaspar Fürstenau, född den 26 februari 1772 i Münster, död den 11 maj 1819 i Oldenburg, var en tysk flöjtist och kompositör. Han var far till Anton Bernhard Fürstenau.
Fürstenau blev 1788 flöjtist hos biskopen i Münster Maximilian Friedrich von Königsegg-Rothenfels och 1794 hos hertigen av Oldenburg Peter Fredrik Ludvig.